# 萊多爾谷鐵路
萊多爾谷鐵路（英語：Vale of Rheidol Railway，威爾斯語發音近似「里多」）是威爾斯錫爾迪金的窄軌觀光鐵路，路線位於阿伯里斯特威斯(Aberystwyth) 和魔鬼桥 ( Devil's Bridge ) 之间，軌距603毫米，路線長18.9公里（約合11.75英里）。
萊多爾谷鐵路於1902年通車。英國鐵路於1948年國有化。在英國鐵路幹線於1968年全面停用蒸汽機車，到1989年本路私有化之間， 萊多爾谷鐵路是英国铁路路网中唯一使用蒸汽機車運行的鐵路，也是英国铁路最早私有化的鐵路之一。与英国大多数其他觀光鐵路不同，萊多爾谷铁路在國營與私有化成為觀光鐵路之間，持續營運並未中斷。

## 私有化

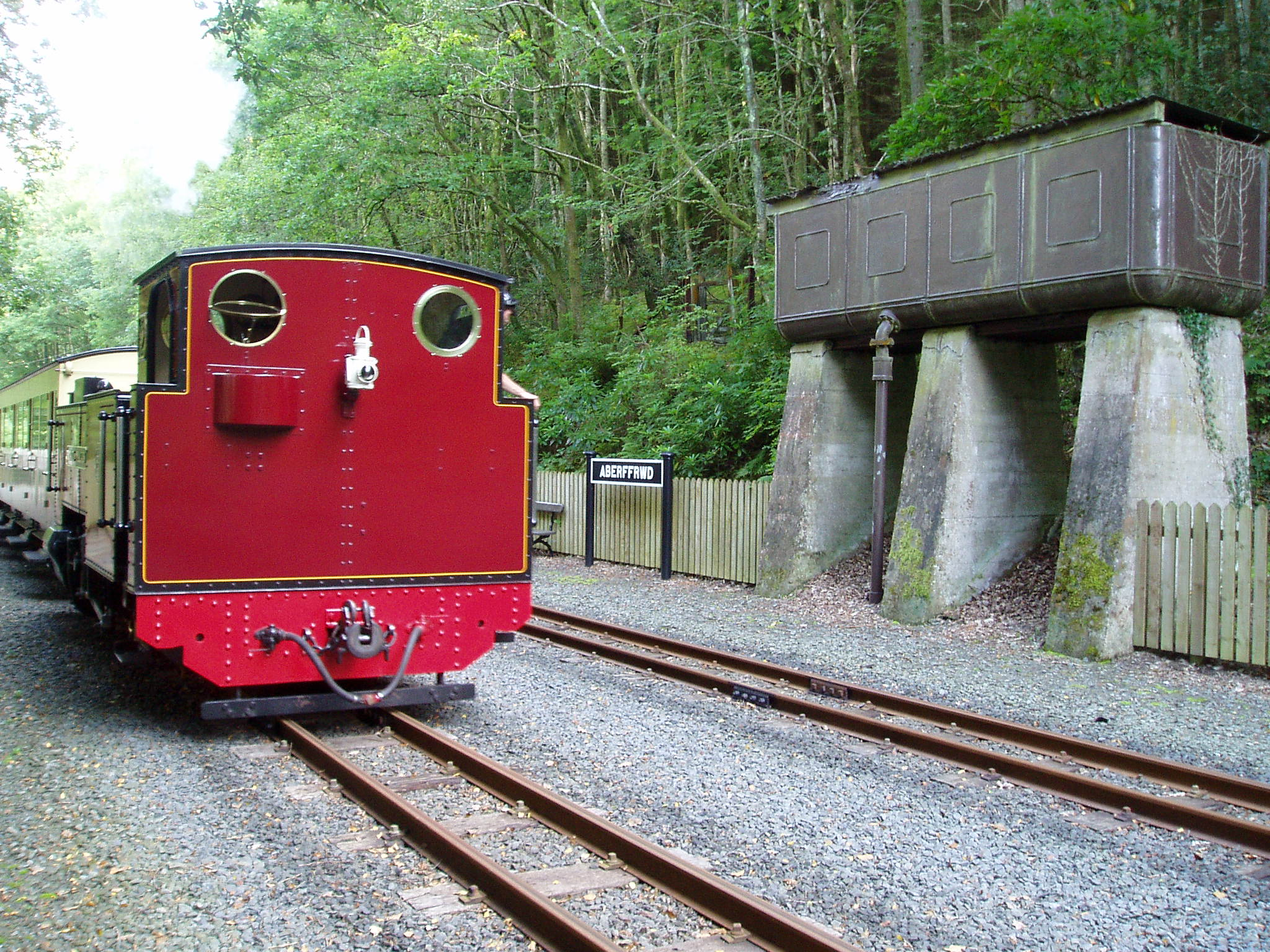
阿伯弗德站

1989 年本路出售給彼得·藍普頓（Peter Rampton）和 東尼·希爾斯（Tony Hills）而私有化； 1996 年兩位所有人拆夥，又出售給藍普頓成立的一家信託公司（Phyllis Rampton Narrow Gauge Railway Trust） 。本路與其他觀光鐵路不同的地方是，在私有化營運的前二十年中，並沒有志工參與營運。

## 目前路線

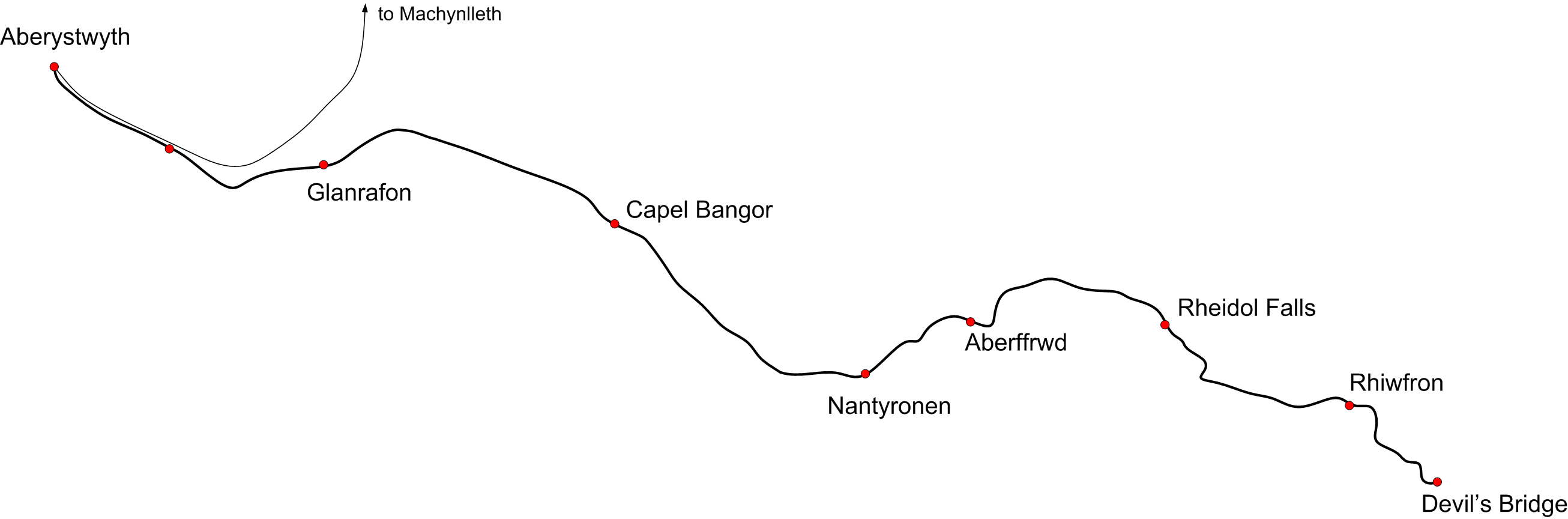
2006年的莱多河谷窄軌鐵路

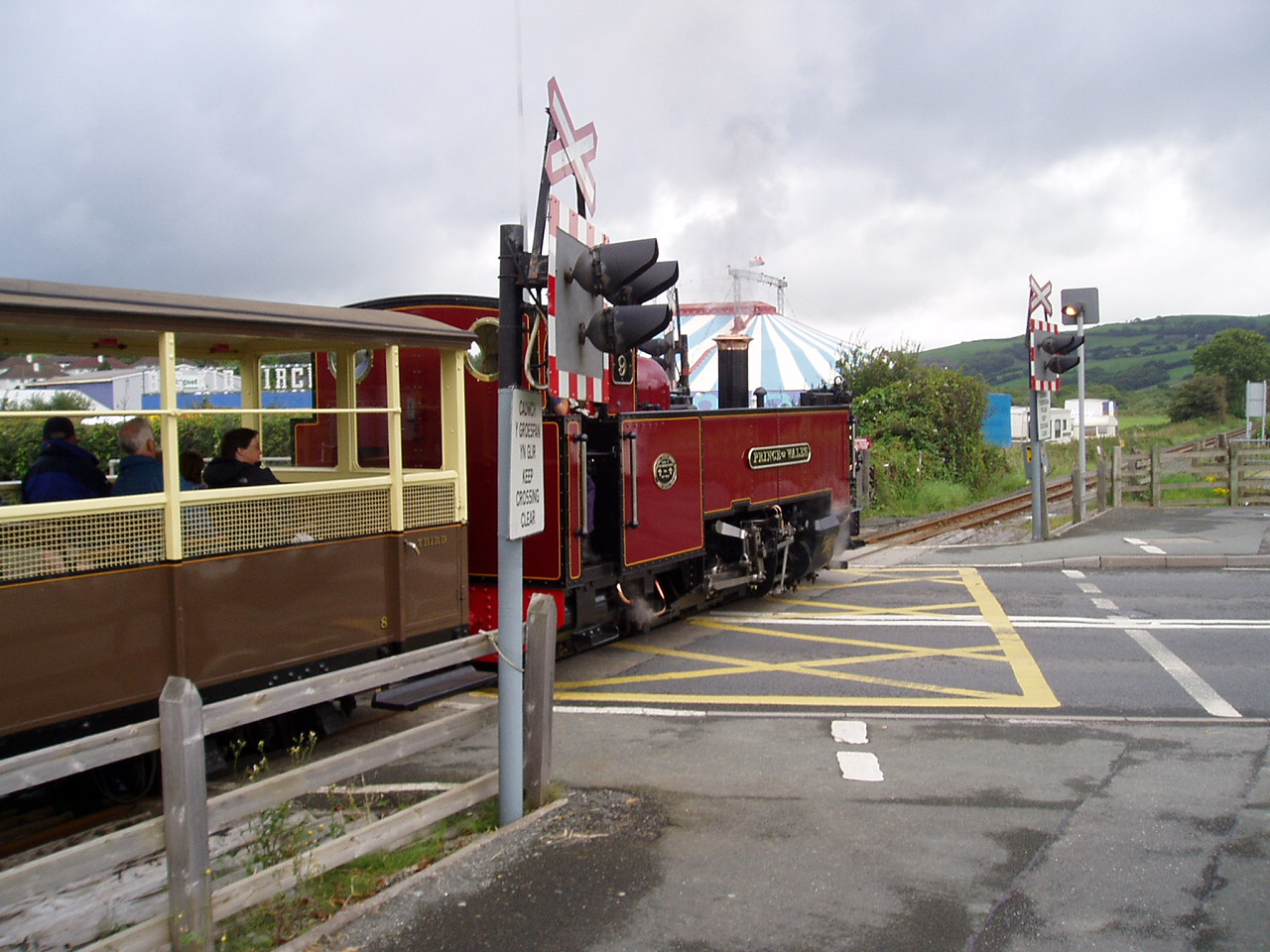
窄轨列车（威尔士亲王号）穿过兰巴丹福尔的平交道口。

公司總部與車輛基地位於阿伯里斯特威斯。開往魔鬼橋的列車，離開阿伯里斯特威斯後向東行進到兰巴丹福尔（ Llanbadarn Fawr） 村，設有招呼站），火車在此短暫停止以啟動平交道，然後繼續行駛。鐵路以木棧橋跨越萊多爾河後不久，抵達蘭巴丹，接著經過 Glanyrafon 工業區，進入開闊的鄉村。行駛7.2公里（4.5 英里）後，到達有站房與交會股道的卡佩爾班戈（ Capel Bangor）站，所有列車均停靠。
離開卡佩爾班戈後，鐵路經過萊多爾騎術中心，然後以陡峭的坡度穿過樹林。大約 10 分鐘後，火車到達南泰羅寧（Nantyronen），這是一個小型鄉村車站。雖然是一個招呼站，但在這裡蒸汽機車會經由水鶴補充鍋爐用水。
阿伯弗德（Aberffrwd）站距阿伯里斯特威斯12.1公里（7.5英里），列車行駛車程約 40 分鐘。這裡有股道可以交會，所有列車都停靠。之後路線以 50 分之一的坡度一路爬坡直到魔鬼橋，沒有其他道路可以抵達鐵路路線。路線位於被稱為 Pant Mawr 的岩架上，順著地形前進，中間有萊多爾瀑布（ Rheidol Falls）和萊福隆（Rhiwfron）兩個招呼站，然後到達魔鬼橋。
當年鉛礦還在生產時，從礦場到萊福隆有一條索道。還有一條通往阿伯里斯特威斯港的支线，主要用于货运，但在鐵路以觀光業務為主後，港口支線便被停駛與拆除，今日幾乎已經不見遺跡。
在1970年開始的一項聯合行銷計畫中，本路被列為威爾斯的偉大小火車之一。 本路作為觀光鐵路，營運時間為复活节到 10 月底之间，且在每年 2 月的半学期和圣诞节期间提供额外服务。 夏季還會在魔鬼桥站舉行短距離的列車駕駛體驗。

## 運作
車輛基地在阿伯里斯特威斯，有一個機車棚；大修在路线南侧的专门廠房進行。
在阿伯里斯特威斯站和魔鬼桥站有售票处。中间站上车的乘客則向車掌購票。
本路為單線鐵路，在卡佩爾班戈和阿伯弗德有列車交會用的股道，列車上的工作人員操作。採用路牌閉塞。閉塞區間如下：
- 阿伯里斯特威斯到卡佩尔班戈
- 卡佩尔班戈到阿伯弗德
- 阿伯弗德到魔鬼桥

有客運列車時行駛時，就有人員輪班，負責監控列車行駛、閉塞系統，發布行車許可讓列車進入單線區間，以及在列車圖上記錄列車移動，確保列車車廂數目正確。

## 圖輯

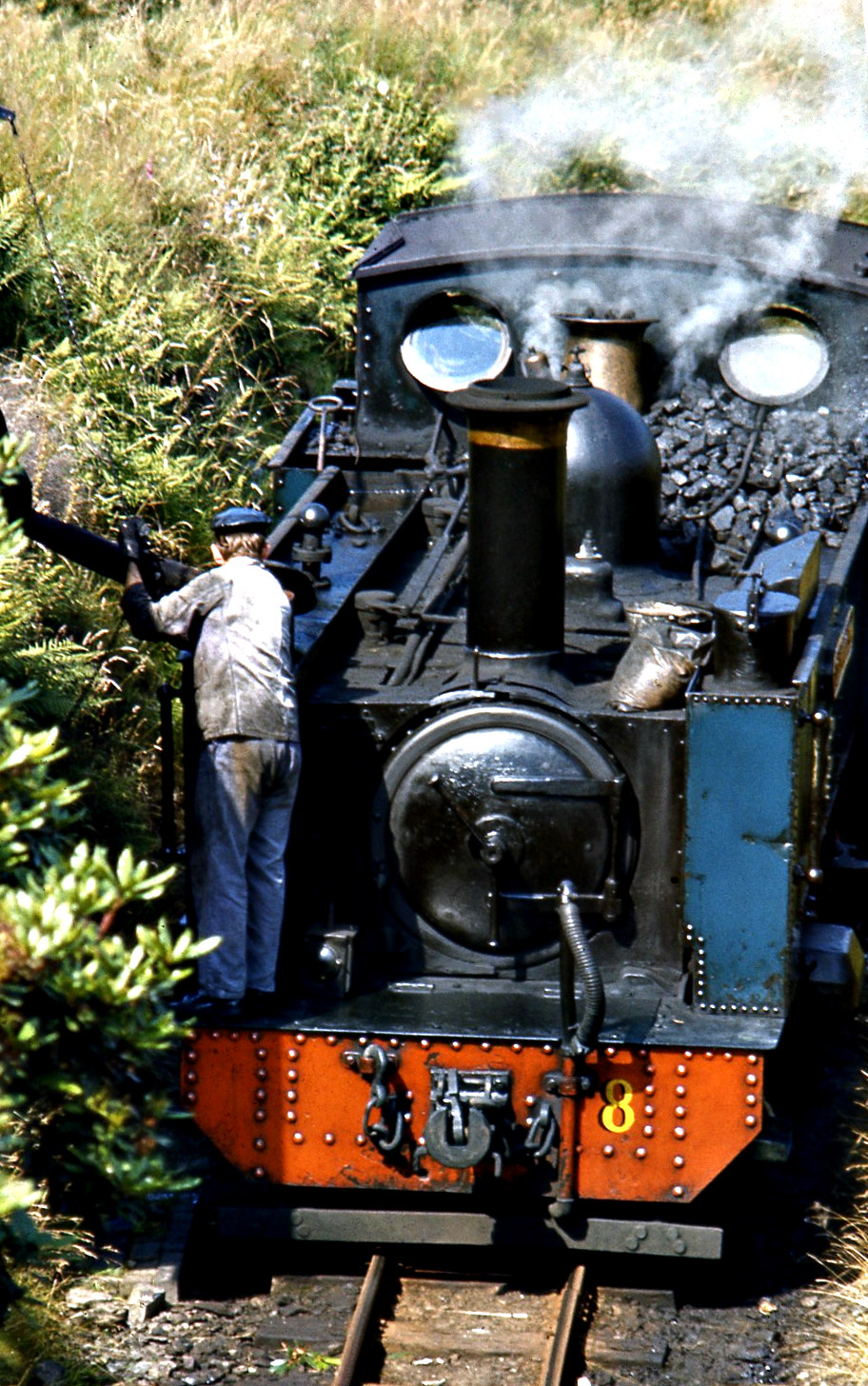
8號機車
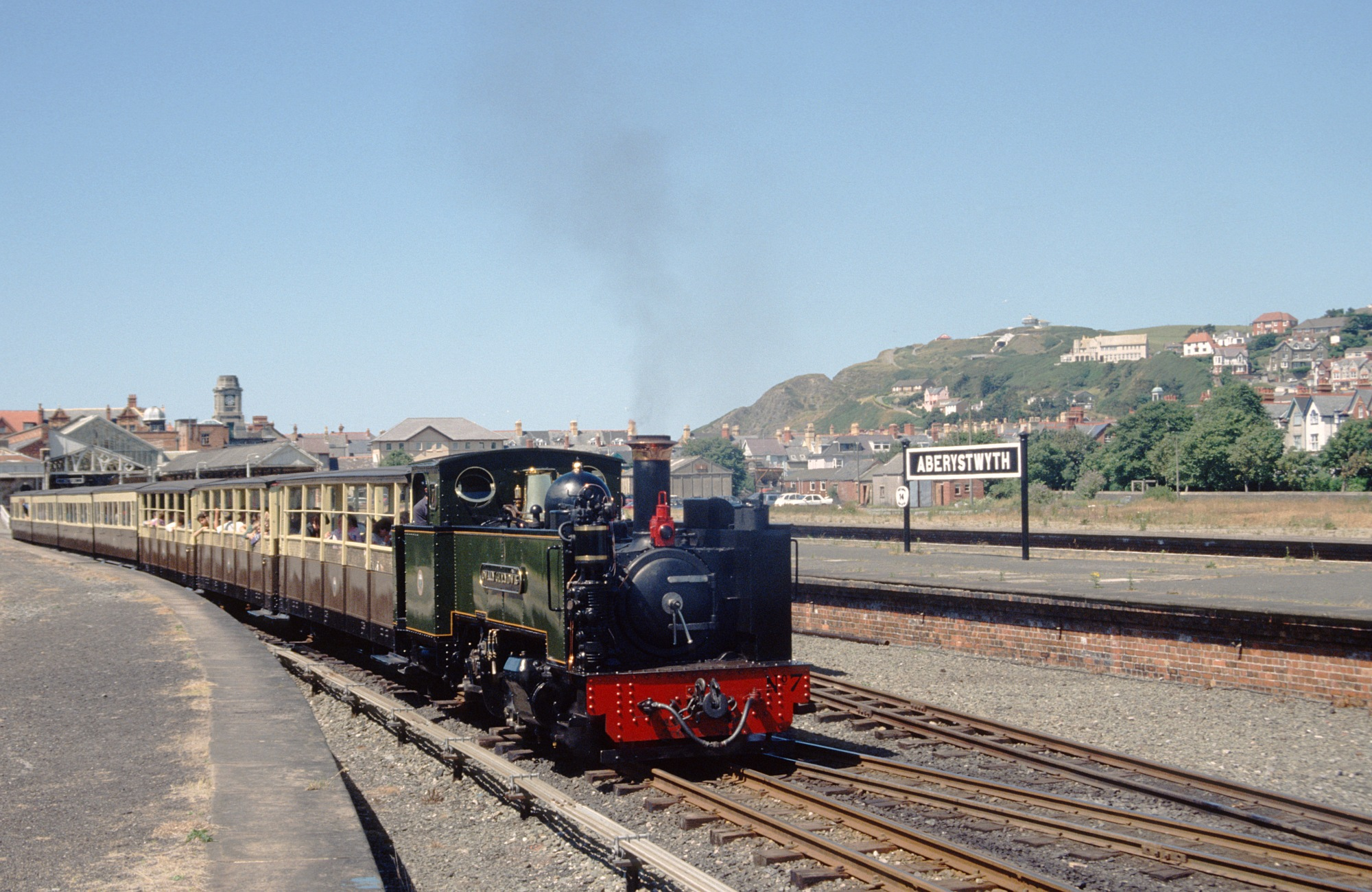
7號機車牽引列車離開阿伯里斯特威斯站
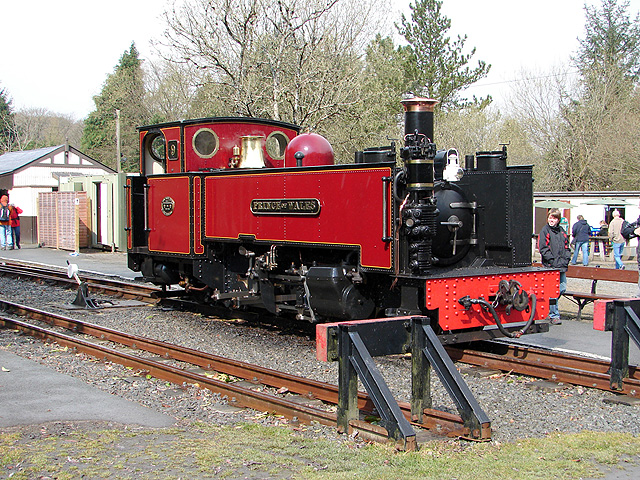
9號機車（威爾斯親王號）在魔鬼橋站
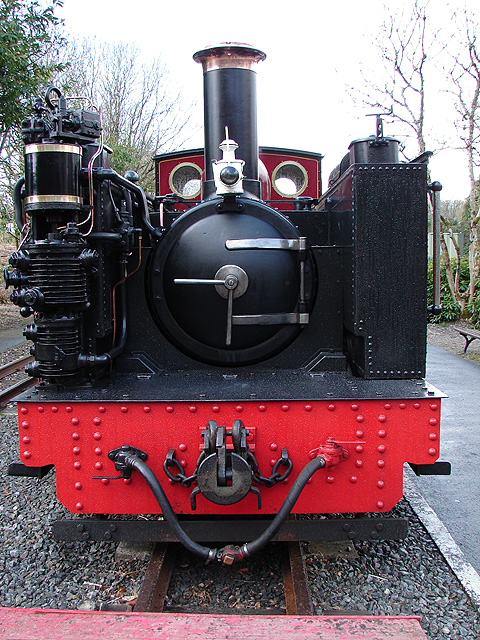
9號機車（威爾斯親王號）在魔鬼橋站
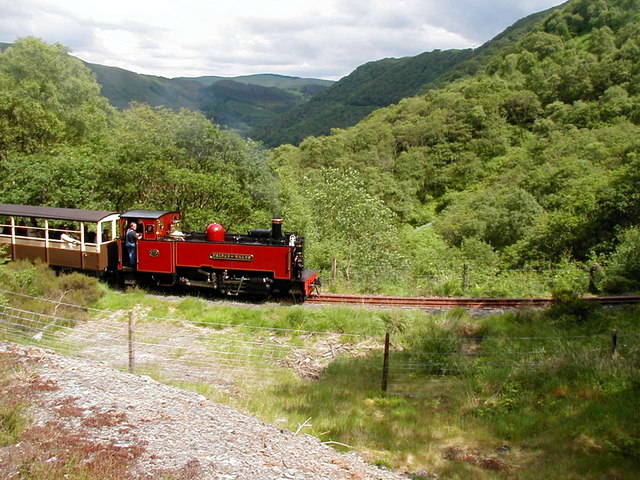
威爾斯親王號牽引列車前往魔鬼橋站。
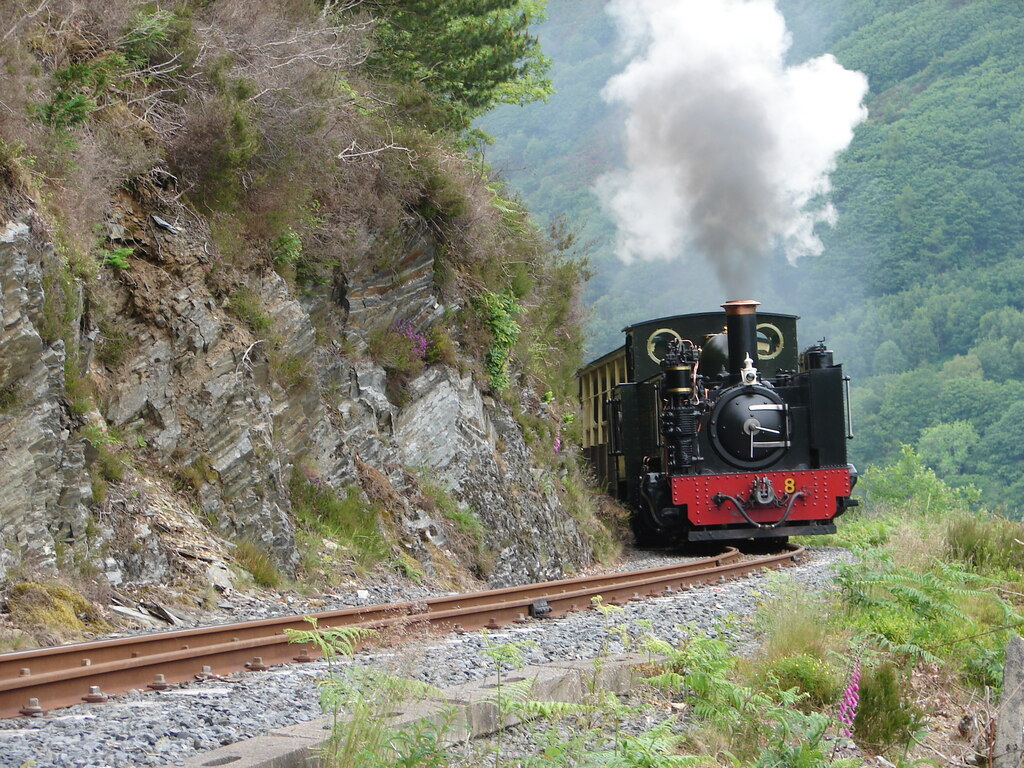
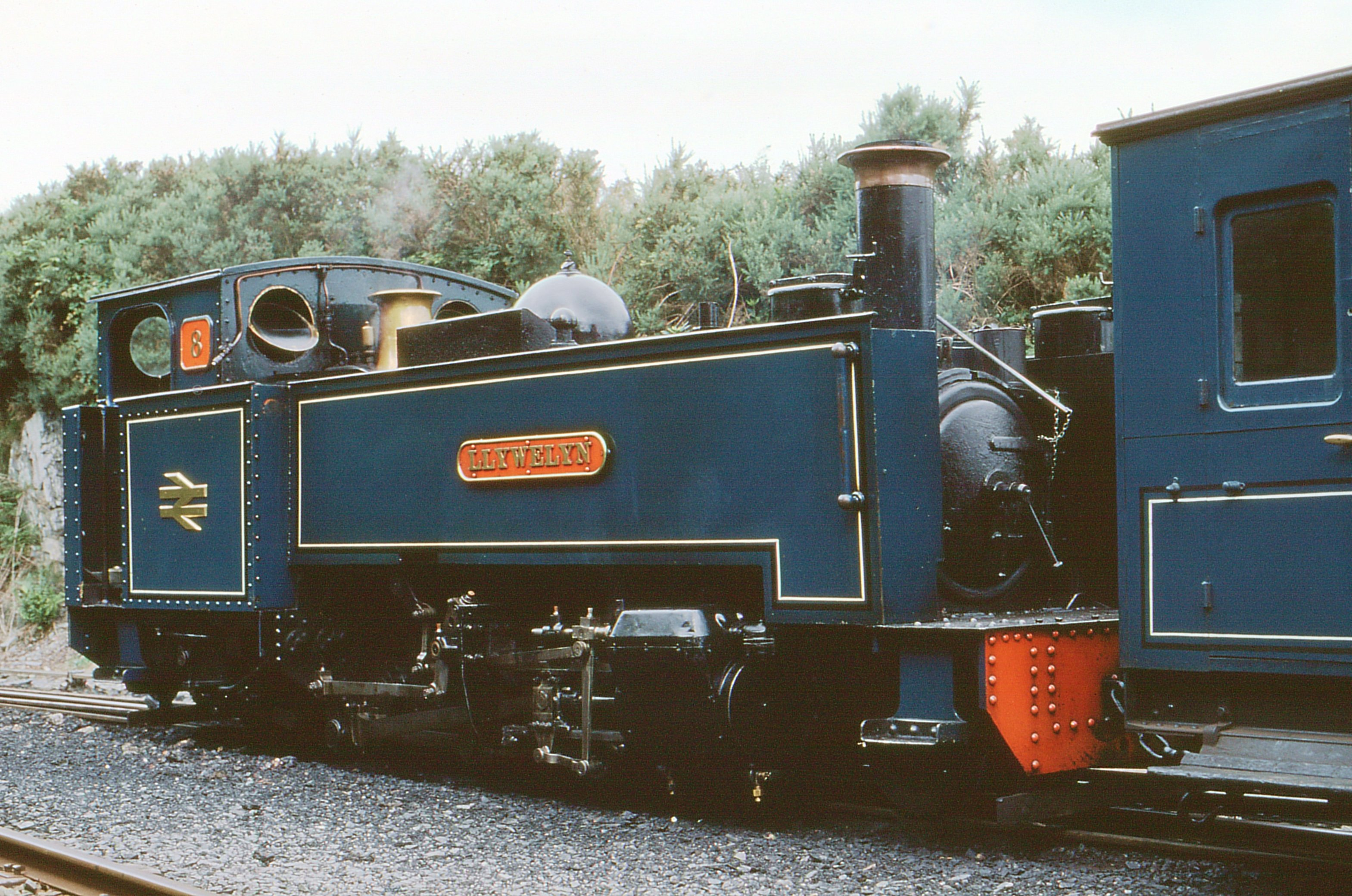
8號機車盧埃林號，車上有英國鐵路的標誌（1980年）
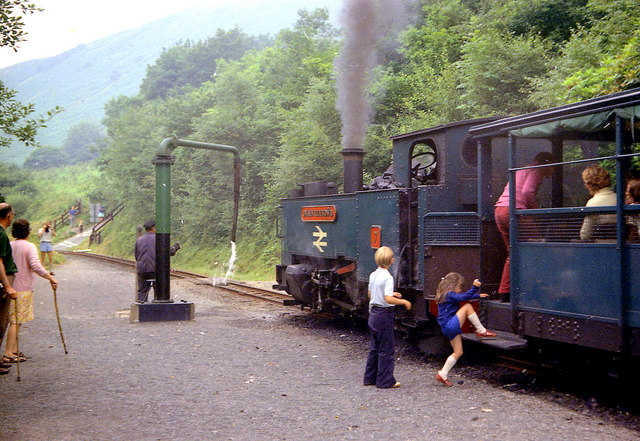
阿伯弗德站（1974年）
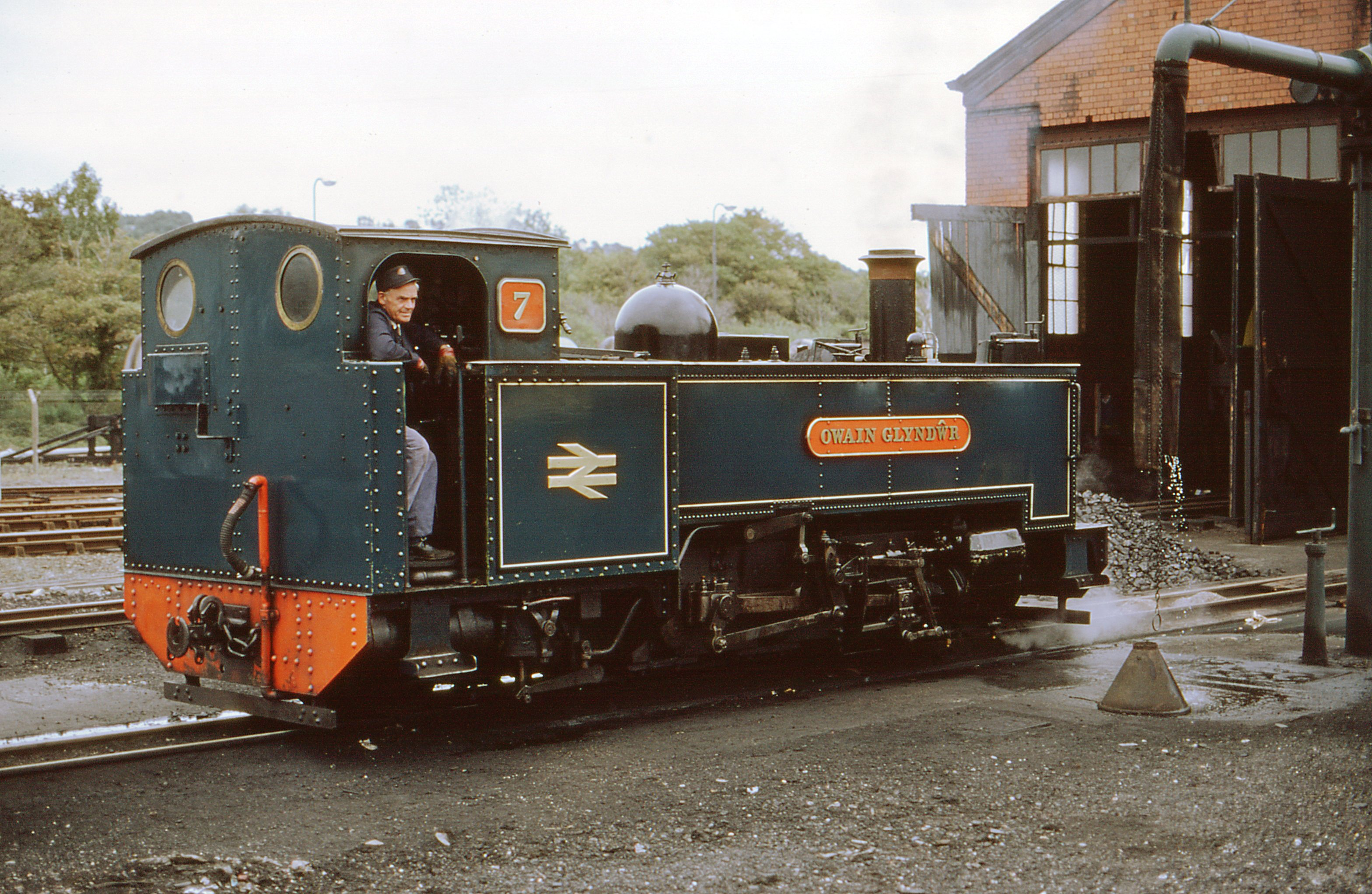
歐文·格林杜爾號，英國鐵路藍塗裝，在阿伯里斯特威斯的機廠廠房前
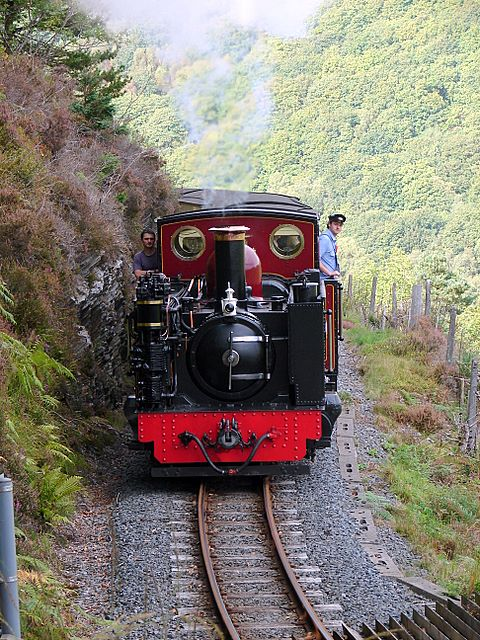
7號機車歐文·格林杜爾號
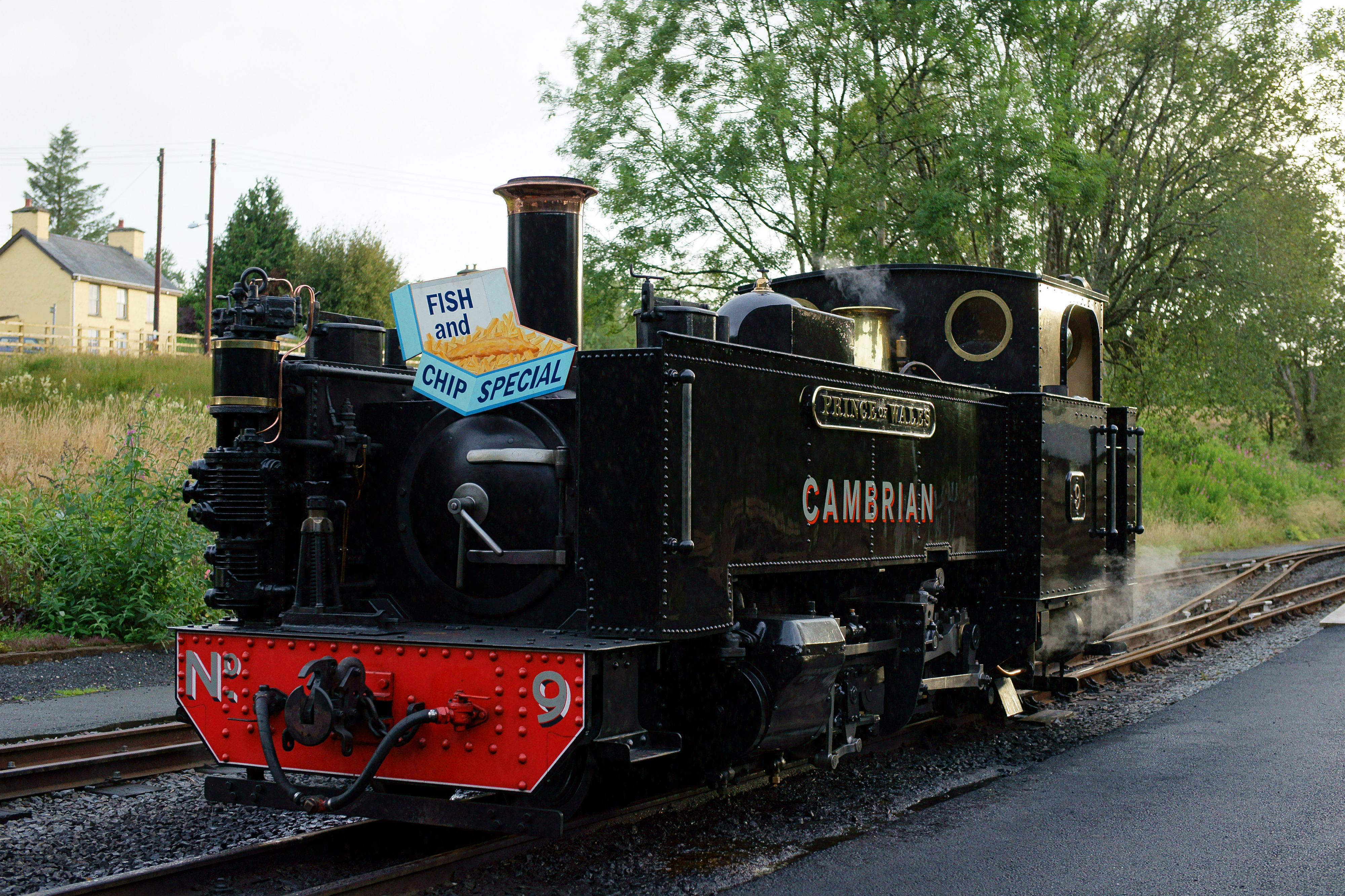
9號機車威爾斯親王號，坎伯里安鐵路塗裝